# Ngwes
Els ngwes (igbo: Ṅgwà, AFI:[ŋɡʷa]) són els membres d'un sub-grup ètnic igbo que constitueixen el clan més nombrós del sud-est de Nigèria. El seu territori ocupa una superfície de 1.328 km², tot i que altres autors diuen que és de 2.300 km². El 1979, la seva població s'estimava en un milió i mig d'habitants. El seu etnònim, ngwa, s'utilitza per a descriure el poble, el seu territori tradicional i la seva llengua nadiua. El rei (Eze) Josaiah Ndubuisi Wachuku, que va morir el 2 de juny de 1950, fou el cap del poble ngwa durant l'Imperi Britànic.
En absència de documents sobre l'origen de la paraula "ngwa" a l'era pre-colonial, una de les primeres fonts que ens en parla és un llibre que va escriure l'historiador i arxivista, l'Eze (Rei) J.E.N. Nwaguru. La seva investigació als Arxius Nacionals a l'Estat d'Enugu fa que el seu llibre sigui una font d'informació acceptable. Una altra font són les històries orals dels ancians. Aquests expliquen que el mot "ngwa" és una forma curta de l'adjectiu en igbo "ngwa-ngwa" que significa "ràpidament".

## Geografia
El territori dels ngwes és el territori que cobreix l'antiga divisió Aba, que està situat en una regió climàtica de bosc tropical plujós a l'actual estat d'Abia, al sud-est de Nigèria. Aquesta zona té una població del voltant d'un milió d'habitants i una superfície d'uns 2.300 km². El seu territori fa frontera, al nord amb la zona d'Umuahia, a l'oest amb Owerri i els Mbaises, a l'est amb els Ikot-Ekpenes i els Abaks i al sud amb els ukwanis. Els rius més importants són el riu Imo, al sud i a l'oest i el riu Aba o Aza, que és un afluent de l'anterior, amb el que s'ajunta a prop d'Okpontu. Al voltant de Nsulu, al nord-est hi ha dos rius menors, l'Otamiri i l'Ohi.
Els ngwes són principalment agricultors. Produeixen nyam, mandioca, taro, dacsa i altres productes agraris tropicals. També hi ha indústries rurals de productes de tapioca i palmera per a fer tèxtil (el típic vestit femení igbo, el vestit akwete). L'antiga capital de la Divisió d'Aba fou un centre comercial i industrial molt important. Les principals ciutats ngwes són Aba, Mgboko, Osisioma, Umooba, Owerinta, Nbawsi i Okpu-Alangwa Omoba.

## Orígens i onades migratòries
Es creu que el cos principal del clan ngwa es va originar en un poblat anomenat Umunoha, a l'actual zona d'Owerri, a l'estat d'Imo, al sud-est de Nigèria. La tradició relata que la gent d'Umunoha va emigrar a la recerca de noves terres fins que van arribar a la riba del gran riu Imo. Cansats, juntament amb el fet que el riu havia crescut molt i que van trobar menjar. L'únic aliment que van trobar en aquells moments era el nyam. Un grup va considerar que seria més fàcil rostir-los, i un altre va preferir bullir-los. En el moment en què van començar a cuinar-los, el riu va començar a inundar-se.
Tres dels germans emigrants que bullien els seus nyams, van menjar ràpidament el seu menjar, van empacar les seves pertinences i van creuar a l'altra banda del riu, deixant els seus familiars que volien rostir els nyams enrere. Les tres persones que van arribar a la riba esquerra eren Ukwu, Nwoha i Avosi. Se'ls va donar el nom de "Ngwa" degut a la rapidesa en la que van travessar el riu, mentre que els que van quedar endarrerits en el marge dret del riu van prendre el nom d'"Ohuhu". Fins a l'actualitat, tots els pobles i ciutats de l'altre vora del riu Imo es diuen com "Ndi-Ohuhu" o "Umu-Ohuhu".
Els pobles del marge esquerre de l'Imo estaven habitades per ibibios, que van rebre a Ngwa Ukwu de manera amigable i els van assignar terres verges suficients per a les seves necessitats immediates. Ngwaukwu es va establir a l'actual poble d'Umuolike, on es va establir també el seu santuari ancestral. "Ala Ngwa" va establir-se en una petita barraca "Okpu", que avui en dia és la capital del territori ngwa que es diu "Okpu-Ala Ngwa".
Durant molts anys, els tres germans van viure al voltant d'Okpu-Ala Ngwa en pau, però a mesura que les seves famílies van créixer en nombre, es van separar en diverses direccions: El grup Ngwaukwu, Mbutu, Ovuokwu, Ovongwu i Avosi van fundar els pobles de Mvosi i els que hi ha al voltant d'Okpu-Ala Ngwa. Segons amb el relat històric de l'Eze (Rei) J.E.N. Nwaguru, els orígens de Ntigha i Nsulu no són tant clars. Ntigha es va establir a Umunachi i va establir la creença en el deu ala-Ntigha, mentre que Nsulu va prendre part dels Juju, per a situar-se a la zona d'Eziala. A partir d'aquests primers assentaments, els ngwes van avançar cap al sud-oest i el sud-est.

## Costums i tradicions
El "Ome na-ala-Ngwa" és el nom de la tradició ngwa. Els ngwes creuen en un déu suprem, però al mateix temps creuen en déus menors, per exemple: Ala (mare terra), Ofo-la Ogu (déu del bon fer), Ihi Njoku (déu del nyam) i Amadi-Oha (déu del tro). Entre la seva música hi ha l' "Ekeravu" (per als adults) i l'"Anyantolukwu" (per a les noies joves). El ball "Ese" es dedica als guerrers i nobles morts; l'"Ukom", per a la dona noble morta. El joc més popular del territori ngwa és la lluita.
Els homes ngwes són agricultors i tenen un gran respecte per a la terra. Alguns actes i conductes són considerats tabú contra la terra. Entre aquests hi ha trobades sexuals a la muntanya, el sexe o el matrimoni amb parents consanguinis pròxims, el sexe d'una dona amb el seu pare, la manca de respecte vers la gent gran i l'assassinat per enverinament. Tots aquests actes s'anomenen amb la frase "Iru-ala". Per apaivagar els esperits de la terra, es fan sacrificis coneguts com a "Ikwa-ala". La terra és la font de riquesa de l'home ngwa i el cultiu està lligat a la disponibilitat de mà d'obra. Les dones de la família són la font més fiable de força de treball i per això, abans els ngwes eren polígams. L'afecció a la terra com la principal font de supervivència va posar l'home ngwa en desavantatge, sobretot en temps de pertorbacions que implicaven que havien d'emigrar.

## Era pre-colonial
Abans de la dominació per part de l'Imperi Britànic, la unitat política més important per un home ngwa era el poble. El govern de l'aldea constava de dues institucions bàsiques: el consell d'ancians, en el que estaven representats els caps de totes les famílies, sovint pels seus membres més ancians i l'assemblea del poble en la que hi podien participar tots els homes adults. El consell d'ancians era l'autoritat executiva i judicial dels pobles i es solia reunir a la plaça del poble ("Estima-ukwu") de manera regular i en casos extraordinaris per a resoldre assumptes administratius, econòmics, religiosos, socials i judicials importants.
El president i l'invocador del consell sovint era el "Onyenwe-ala". Hi havia altres fonts d'autoritat judicial: els santuaris de judu i els cultes-oracles, entre els quals hi havia el "Chukwu-Abiama" a Arochukwu i el "Igwe-ka-Ala" a Umunoha Mbaise.

## Després de la independència
Després de la Guerra de Biafra fou abolida l'administració provincial i es van produir canvis polítics per apropar el govern a la gent local. El sistema presidencial que s'havia aplicat abans només en el nivell federal i estatal del govern es va estendre als governs locals.
Quan es van crear els estats, la zona d'Aba, d'Umuahia i d'Afikpo van formar l'estat d'Abia, que té la seva capital a Umuahia. Avui en dia, el seu territori té 7 LGAs. Aba Nord, Aba Sud, Isiala Ngwa Nord, Isiala Ngwa Sud, Obingwa, Osisioma Ngwa i Ugwunagbo.